# عشق سرعت
عشق سرعت نام دومین آلبوم گروه بلوز راک ایرانی کیوسک است که در سال ۲۰۰۷ منتشر شد.

## ترانه‌ها
1. عشق سرعت
2. بی‌تربیت
3. همه رقم موجود است
4. افسوس
5. شب رفت
6. تو کجایی
7. کلنگی قابل سکونت
8. مینی بوس سبز
9. لالایی برای مامان‌بزرگ
10. عمو اسدالله
11. زغال خوب